# Jamuni
Jamuni (nep. जमुनी) – gaun wikas samiti w zachodniej części Nepalu w strefie Bheri w dystrykcie Bardiya. Według nepalskiego spisu powszechnego z 2001 roku liczył on 2173 gospodarstw domowych i 11558 mieszkańców (6018 kobiet i 5540 mężczyzn).